# Вефенслебен
Вефенслебен (њем. Wefensleben) општина је у њемачкој савезној држави Саксонија-Анхалт. Једно је од 35 општинских средишта округа Берде. Према процјени из 2010. у општини је живјело 2.012 становника. Посједује регионалну шифру (AGS) 15083535.

## Географски и демографски подаци
Вефенслебен се налази у савезној држави Саксонија-Анхалт у округу Берде. Општина се налази на надморској висини од 127 метара. Површина општине износи 12,6 km². У самом мјесту је, према процјени из 2010. године, живјело 2.012 становника. Просјечна густина становништва износи 159 становника/km².